# Atylotus hendrixi
Atylotus hendrixi är en tvåvingeart som beskrevs av Leclercq 1966. Atylotus hendrixi ingår i släktet Atylotus och familjen bromsar.
Artens utbredningsområde är Turkiet. Inga underarter finns listade i Catalogue of Life.